# Johanniskirche (Hückeswagen)

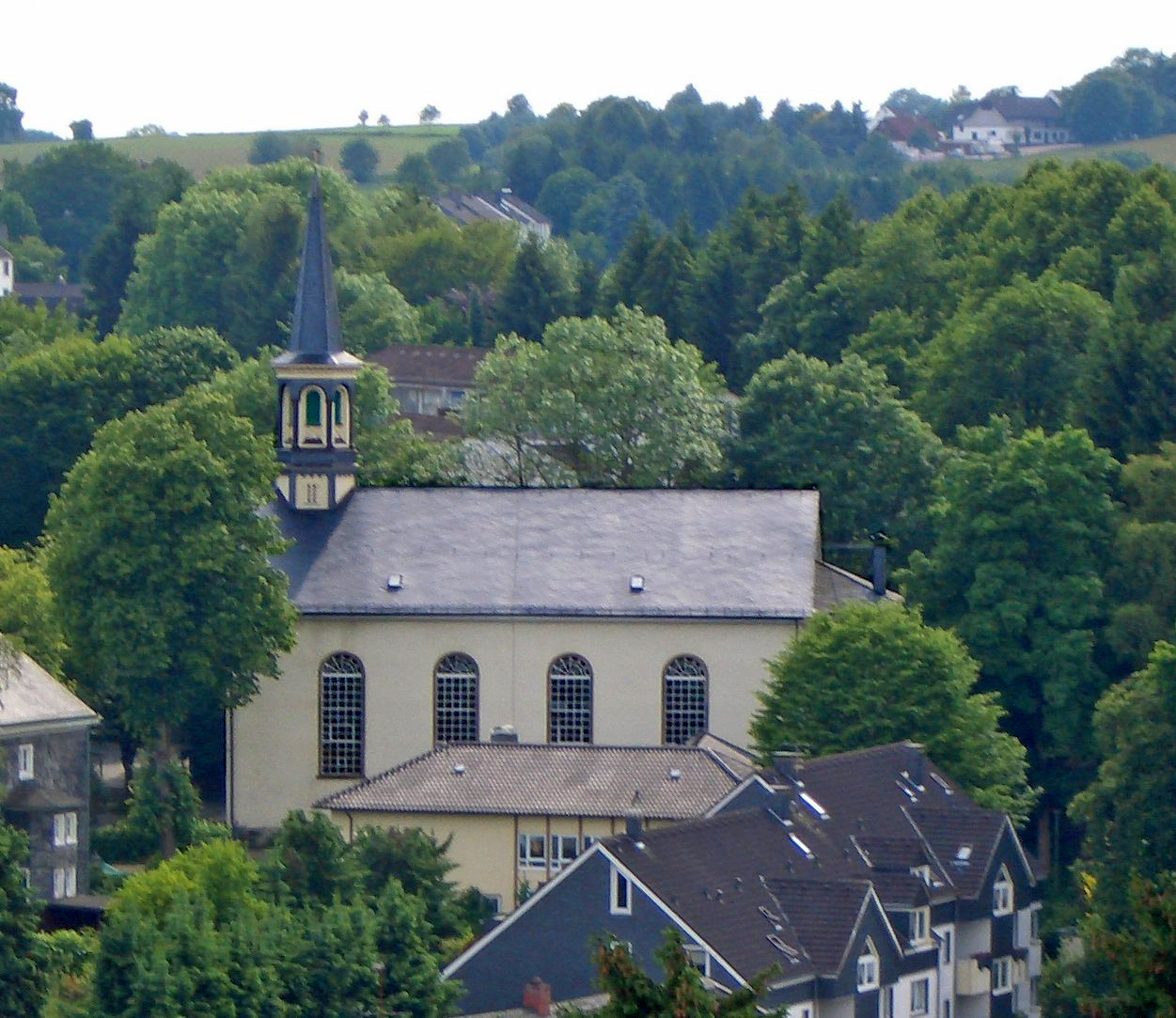
Johanniskirche

Die Johanniskirche steht in Hückeswagen, Oberbergischer Kreis. Sie ist eine von zwei Kirchen im Besitz der Evangelischen Kirchengemeinde Hückeswagen, die zum Kirchenkreis Lennep der Evangelischen Kirche im Rheinland gehört. 2012 wurde sie als Gottesdienststätte aufgegeben und wird seitdem als Kolumbarium genutzt.

## Geschichte
Die beiden evangelischen Gemeinden der Lutheraner und der Reformierten schlossen sich nach langem Konflikt im Jahr 1900 zusammen, obwohl der preußische König Friedrich Wilhelm III. die evangelischen Gemeinden schon 1817 aufgefordert hatte, eine Kirchenunion zu bilden.
Während die Reformierten schon ab 1683 in der Nikolauskirche – der Vorgängerin der heutigen Pauluskirche – ihre Gottesdienste feierten, legte die zwar kleinere, aber auch wachsende Gemeinde der Lutheraner am 7. Mai 1836 den Grundstein für die Johanniskirche. Die Gemeinde verdankt dieses hauptsächlich dem damals amtierenden Pastor Johann Heinrich Zilles, der bereits im Jahr 1828 auf eigene Faust mit den Planungen für den Bau begonnen hatte. Die feierliche Einweihung mit einem Festgottesdienst erfolgte dann am 18. Oktober 1837, also nur anderthalb Jahre nach dem ersten Spatenstich.
So kam es, dass die Evangelische Kirchengemeinde nach der Vereinigung zwei Kirchen zur Verfügung hatte. Dieser Zustand ist allerdings für die Evangelische Gemeinde eine starke finanzielle Belastung, daher hatte man in der Vergangenheit mehrere Versuche unternommen, die Johanniskirche zu verkaufen. Als 1971 die Renovierung der Pauluskirche anstand, unternahm man einen ersten Anlauf, doch um die damals noch reichhaltig vorhandenen Finanzmittel für den Denkmalschutz nicht verfallen zu lassen, entschied man sich dann doch für eine Sanierung der Johanniskirche.
Nach kleineren Renovierungsarbeiten wurde im Zeitraum zwischen 1978 und 1980 die grundlegende Restaurierung durchgeführt, um 1999 nochmals einen Kraftakt zu leisten: Bei Arbeiten am Dach bemerkte man, dass der Turm im Wind leicht schwankte und Statiker diagnostizierten eine „akute Einsturzgefahr“. Heute dient die Kirche Beerdigungsfeiern oder Konzerten der Kirchenmusik. Auch der Kindergottesdienst der Evangelischen Kirchengemeinde sowie Schul- und Jugendgottesdienste der Gemeinde werden in der Johanniskirche gefeiert. Im Jahr 2009 veröffentlichte die Gemeinde Pläne für die Errichtung eines Kolumbariums, über die Realisierung wurde ein Jahr später positiv beschieden. Die Fertigstellung des Umbaus erfolgte im Februar 2012.

## Glocken
Drei Gussstahl-Glocken der ehem. Gussstahlgießerei „Bochumer Verein“. Die Disposition ist das sog. Tedeum-Motiv mit den nominalen Schlagtönen c², es² und f².